# Mischal al-Ahmad al-Dschabir as-Sabah

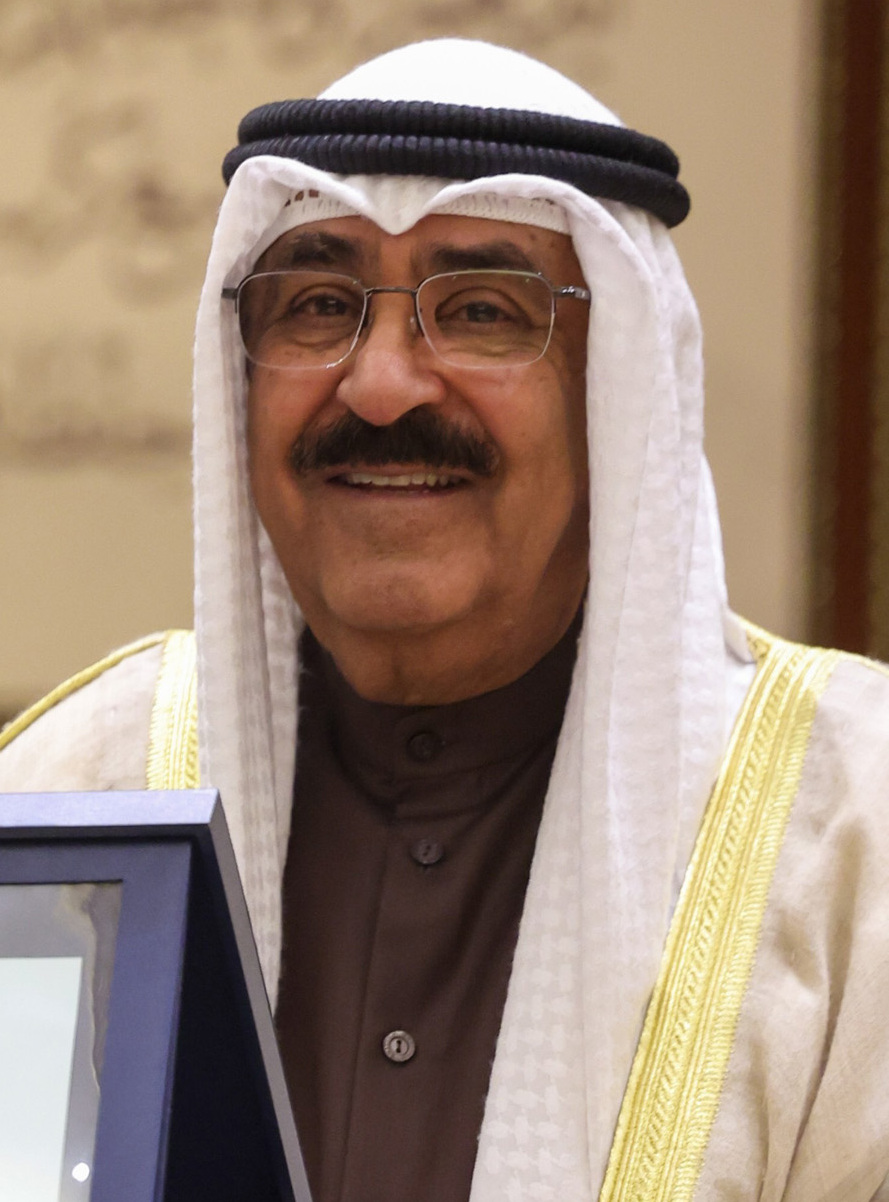
Mischal al-Ahmad al-Dschabir as-Sabah (2024)

Scheich Mischal, auch als Mischal al-Ahmad al-Dschabir as-Sabah (arabisch مشعل الأحمد الجابِر الصباح Mischal al-Ahmad al-Dschābir as-Sabāh, DMG Mišʿal al-Aḥmad al-Ǧābir aṣ-Ṣabāḥ; * 27. September 1940) bekannt, ist seit dem 16. Dezember 2023 der 17. Emir von Kuwait aus der Sabah-Dynastie.

## Leben
Mischal ist ein Sohn von Ahmad, der von 1921 bis 1950 Emir von Kuwait war. Er erhielt seine Schulbildung an der Al-Mubarakiya School in Kuwait. Danach besuchte er das Hendon Police College in Großbritannien und machte dort 1960 seinen Abschluss. In Folge arbeitete er in verschiedenen Positionen innerhalb des Innenministeriums, bis er 1967 zum Leiter der Generalabteilung für Kriminalpolizei ernannt wurde. Dieses Amt hatte er bis 1980 inne. Er wurde 2004 außerdem zum stellvertretenden Chef der kuwaitischen Nationalgarde ernannt.
Am 8. Oktober 2020 wurde Mischal al-Ahmad al-Dschabir von seinem Halbbruder, Emir Nawaf, zum Kronprinzen Kuwaits ernannt. Bereits seit 2021 galt Mischal aufgrund der schlechten Gesundheit Nawafs als de-facto-Herrscher Kuwaits. Nach dem Tod Nawafs 2023 folgte er ihm als Staatsoberhaupt nach. Am 4. Januar 2024 ernannte er Muhammad Sabah as-Salim as-Sabah, seinen Neffen und Cousin 2. Grades, zum Premierminister Kuwaits. Am 15. April 2024 ersetzte er Muhammad und ernannte an dessen Stelle Ahmad al-Abdullah as-Sabah, einen weiteren Neffen, zum Premierminister. Im Juni 2024 ernannte er seinen Neffen und Cousin 2. Grades Sabah al-Khaled al-Hamad as-Sabah zum Kronprinzen Kuwaits.

## Familie
Mischal ist Vater von fünf Söhnen und sieben Töchtern aus zwei Ehen. 1963 heiratete er seine erste und 1990 seine zweite Frau.
- Mit seiner ersten Frau und Cousine 2. Grades, Nuria bint Sabah al-Salim as-Sabah (Tochter von Sabah III., des 12. Emirs von Kuwait), hat er sechs Töchter und einen Sohn:
  - Mahasi Mischal as-Sabah (* 1965), sie ist mit ihrem Cousin Fawaz Saud Nasir Saud as-Sabah verheiratet
  - Makarem Mischal as-Sabah (* 1966), sie ist mit Salman Hamud Salim Hamud as-Sabah verheiratet und Mutter von einem Sohn und einer Tochter
  - Fiten Mischal as-Sabah (* 1969)
  - Ahmad Mischal as-Sabah (* 1971), er ist mit seiner Cousine Sara Fahd Yusuf as-Sabah verheiratet und Vater von einem Sohn und vier Töchtern
  - Scheicha Mischal as-Sabah (* 1972), sie ist mit ihrem Cousin Ahmad Fahd al-Ahmad as-Sabah verheiratet und Mutter von einem Sohn und vier Töchtern
  - Hala Mischal as-Sabah
  - Nuf Mischal as-Sabah
- Mit seiner zweiten Frau Munira Badah Al Mutairi hat er vier Söhne und eine Tochter:
  - Talal Mischal as-Sabah
  - Bibi Mischal as-Sabah
  - Fahd Mischal as-Sabah
  - Dschabir Mischal as-Sabah
  - Ali Mischal as-Sabah[6][7]

Sein Schwiegersohn Fawaz sowie seine Töchter Mahasi, Makarem, Fiten, Scheicha, Hala und Nuf hatten laut den Panama Papers mehrere Briefkastenfirmen auf den Britischen Jungferninseln. Sein Sohn Ahmad ist kuwaitischer Minister.

## Sonstiges
Vor seinem Amtsantritt war Mischal mit einem Alter von 83 Jahren weltweit der älteste Kronprinz einer Monarchie.